# Подберезье-2
Подберезье-2 — деревня в Великолукском районе Псковской области России. Входит в состав сельского поселения «Лычёвская волость».
Расположена в 9 км к востоку от центра города Великие Луки, в 2 км к востоку от деревни Лычёво и в 1 км к югу от деревни Трубичино.

## Население
Численность населения по оценке на 2000 год составляла 14 жителей, на 2010 год — 5 жителей.